# Спеллман, Джон Франклин
Джон Франклин Спеллман (англ. John Franklin Spellman; 14 июня 1899, Мидлтаун, Коннектикут, США — 1 августа 1966, Мангула, Западный Машоналенд, Южная Родезия (ныне Мангура, Зимбабве)) — американский борец-вольник, чемпион Олимпийских игр, игрок и тренер в американский футбол.

## Биография
Родился в Миддлтауне (штат Коннектикут), рос на семейной ферме на Hall Hill Road в Сомерсвилле. После окончания местной начальной школы, начал обучаться в Энфилде, куда он уезжал еженедельно и окончил школу в 1918 году. После школы, вслед за братом, поступил в Брауновский университет и занялся борьбой.
К 1924 году был капитаном университетской команды и двукратным чемпионом США. Был отобран для участия в олимпийских играх, но не смог получить освобождение от учёбы от декана. Тогда он поехал на игры без разрешения и не смог получить диплом, несмотря на пройденный полный курс.
На Летних Олимпийских играх 1924 года в Париже боролся в весовой категории до 87 килограммов (полутяжёлый вес). Турнир в вольной борьбе проводился по системе с выбыванием из борьбы за чемпионский титул после поражения, с дальнейшими схватками за второе и третье места. Схватка продолжалась 20 минут и если победитель не выявлялся в это время, назначался дополнительный 6-минутный раунд борьбы в партере. В категории боролись 15 спортсменов.
| Круг          | Соперник         | Страна         | Результат | Основание | Время схватки |
| ------------- | ---------------- | -------------- | --------- | --------- | ------------- |
| 1             | Уолтер Вилсон    | Великобритания | Победа    | Туше      | —             |
| Четвертьфинал | Джордж Румпель   | Канада         | Победа    | Туше      | —             |
| Полуфинал     | Карл Вестергрен  | Швеция         | Победа    | По очкам  | —             |
| Финал         | Рудольф Свенссон | Швеция         | Победа    | По очкам  | —             |

После олимпийских игр Джон Спеллман стал профессиональным борцом. Ещё во время обучения в университете, он был полузащитником в университетской футбольной команде, её капитаном, и после университета он стал также профессиональным футболистом, играл в NFL На поле Джон Спеллман выполнял роли правого энда или такла. С 1925 по 1932 год выступал за Providence Steam Roller, а с 1932 по 1936 годы тренировал Boston Redskins. До 1936 года он совмещал борьбу и американский футбол, при этом в профессиональной борьбе участвовал в известном матче за звание чемпиона мира против Эда Джорджа. В 1936 году оставил футбол и сосредоточился только на борьбе, организовав своё борцовское шоу и отправившись с ним в гастроли по миру. В 1938 году его шоу гастролировало по Африке. Начавшаяся Вторая мировая война не позволила Джеку Спеллману вернуться в США и он так и остался в Африке до самой смерти. Жил в Южной Родезии, работал горным инженером.
Умер в 1966 году.